# Пињатаро Интерамна
Пињатаро Интерамна (итал. Pignataro Interamna) је насеље у Италији у округу Фрозиноне, региону Лацио.
Према процени из 2011. у насељу је живело 626 становника. Насеље се налази на надморској висини од 75 м.

## Становништво
Према резултатима пописа становништва 2011. у општини је живело 2.558 становника.
| 1931. | 1936. | 1951. | 1961. | 1971. | 1981. | 1991. | 2001. | 2011. |
| ----- | ----- | ----- | ----- | ----- | ----- | ----- | ----- | ----- |
| 2.589 | 2.662 | 2.594 | 2.138 | 1.891 | 2.094 | 2.473 | 2.447 | 2.558 |